# Rango (informática)
En computación, el término rango' puede referirse a una de las siguientes cosas:
1. Los valores máximos y mínimos que se pueden almacenar en una variable.
2. El límite superior e inferior de un array.

## Rango de una variable
El rango de una variable está definido como la diferencia entre el valor más alto y el valor más bajo que esa variable puede guardar. Por ejemplo, el rango de una variable entera con signo de 16-bits es -32,768 a +32,767. En el caso de una variable entera, la definición está restringida a números enteros, y el rango cubrirá todos los números dentro de su rango (incluyendo el máximo y el mínimo). Sin embargo, para otros tipos numéricos, como los números en punto flotante, el rango sólo expresa el mayor y el menor número que se puede almacenar - dentro del rango habrá muchos números que no pueden ser representados. 

## Rango de un array
Cuando se indexa un array , su rango son los límites superior e inferior del mismo. Dependiendo del entorno, un aviso, un error fatal o un comportamiento impredecible puede ocurrir si el programa intenta acceder a un elemento del array que esté fuera del rango. En algunos lenguajes de programación, como el lenguaje C, los arrays tienen un límite inferior fijo (cero) y contienen datos en cada posición hasta el límite superior (así un array de 5 elementos tiene un rango de 0 a 4). En otros lenguajes, como PHP, un array puede tener posiciones en las que no tiene ningún elemento definido, y por lo tanto un array con un rango de 0 a 4 tendrá como máximo 5 elementos (y un mínimo de 2).